# 공자가어

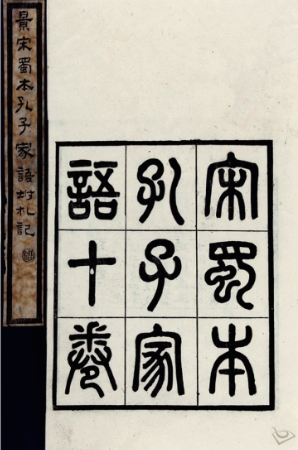

공자가어(孔子家語)는 논어(論語)에 빠진 공자의 일화를 기록했다는 고서이다. 총 10권이다.
한서 예문지(漢書藝文志) 논어부(論語部)에 공자가어 27권으로 기록되어 있고, 그 내용에 대해서 전해지지 않았고, 27권이 온전하게 전하지 못한 것으로 알려졌다. 안사고의 주석에는 지금의 통용본이 아니라고 하였다. 지금 현전하는 공자가어는 위나라의 왕숙이 발견하여 주석을 달았다는 10권 44편으로 구성된 판본이다.
현존하는 공자가어에는 전한의 공안국이 편찬한 서문과 그의 손자 공연이 후에 서문을 더한 것으로 하였으나, 송나라때부터 본격적인 고증에 의해서 예의 형식에서 대립하던 정현파를 꺾기 위해서 왕숙이 위조한 서적으로 밝혀졌다. 다만, 그 본문에 대해서는 춘추 좌씨전, 예기, 설원, 사기 등 출전이 현재까지 전해지는 것이 많기 때문에 가치가 없다고 생각되지만, 기타 현존하는 고서에는 보이지 않는 글귀에 대해서도 일실된 원본 공자가어에서 추출된 가능성이 높고, 이 책이 왕숙의 위조이지만, 논어에서 볼 수 없는 공자의 관한 일화집으로는 가치가 높다.
1973년 하북 정현의 팔각랑서한묘에서 출토된 죽간 유가자언과 1977년 안휘 쌍고퇴서한묘에서 출토된 유가자언이 공자가어와 비슷한 내용이여서 공자가어가 위서가 아니라 공자 사후 제자들에게 내려오던 자료들이 수정보완되며 오늘날 같은 내용으로 편찬되었을 것이라는 주장이 최근들어 대두되고 있으며 위서라는 주장들은 고고학적인 죽간의 발견으로 인해 다시 검토되고 있다